# Teplivka, Krînîcikî
Teplivka (în ucraineană Теплівка) este un sat în comuna Saskahanske din raionul Krînîcikî, regiunea Dnipropetrovsk, Ucraina.

## Demografie
Componența lingvistică a localității Teplivka
     Ucraineană (93,82%)
     Rusă (5,46%)
     Alte limbi (0,24%)
Conform recensământului din 2001, majoritatea populației localității Teplivka era vorbitoare de ucraineană (93,82%), existând în minoritate și vorbitori de rusă (5,46%).